# Kettwiger Rudergesellschaft

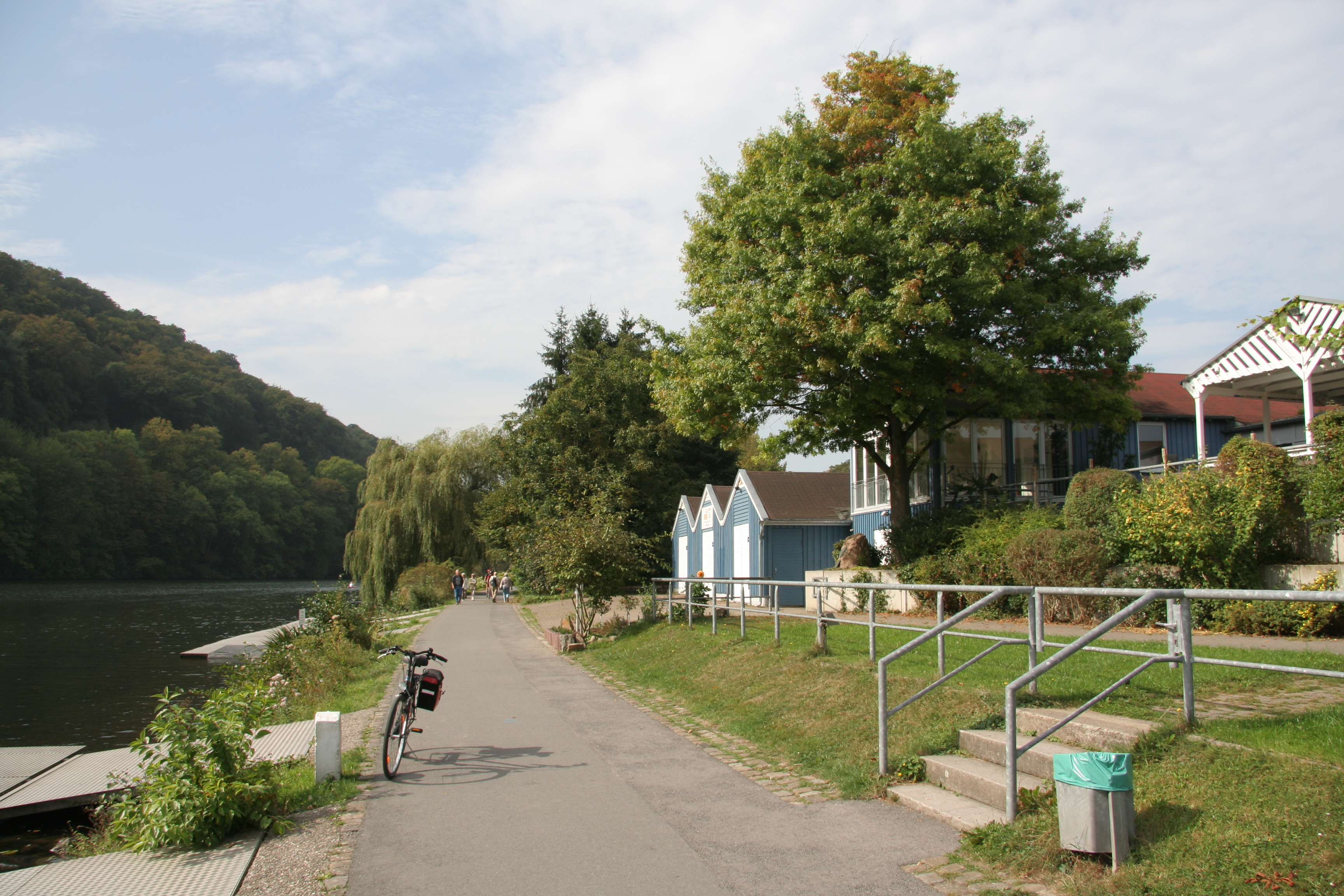
Bootshaus am Kettwiger See

Die Kettwiger Rudergesellschaft (KRG) ist ein Sportverein aus Essen.

## Geschichte und Lage
Die Kettwiger Rudergesellschaft wurde am 2. Juli 1906 in Kettwig gegründet. Seit der Eingemeindung 1975 gehört Kettwig zu Essen.
Das Bootshaus befindet sich am Promenadenweg und liegt am Kettwiger See, einem Stausee der Ruhr am Ruhrbogen. Die Vereinsflagge ist weiß mit den schwarzen Buchstaben KRG. Über einem stilisierten Fluss ist ein weißer Stern in einem orangen Stern.

## Bekannte Sportler
Britta Holthaus wurde 2003 Weltmeisterin, nach dem sie in den beiden Jahren zuvor zwei Bronzemedaillen errudert hatte.
Anna-Maria Kipphardt gewann 2010 Europameisterschaftsbronze.